# Xenylla obscura
Xenylla obscura är en urinsektsart som beskrevs av Augustus Daniel Imms 1912. Xenylla obscura ingår i släktet Xenylla och familjen Hypogastruridae. Inga underarter finns listade i Catalogue of Life.